# واين بوميروي
واين بوميروي هو سياسي أمريكي، ولد في 13 مارس 1923 في ميسا في الولايات المتحدة، وتوفي في 11 أبريل 2019.